# Scherzachtaler Blasmusik
Die Scherzachtaler Blasmusik war eine Blaskapelle aus dem Großraum Ravensburg. Die Kapelle wurde 1989 von Anton Gälle (* 30. Oktober 1965) gegründet und bestand durchgehend aus Amateurmusikanten, die hauptsächlich böhmisch-mährische Blasmusik interpretierten. 2022 wurde bekannt, dass die Ära Scherzachtaler in dieser Besetzung zu Ende gehen würde. Nach einer erfolgreichen Abschiedstournee verabschiedeten sich die Musiker am 4. und 5. November 2023 mit zwei Konzerten von ihren Fans.
Die Scherzachtaler wurden bekannt durch die Polka Böhmischer Traum, die ihr Tenorist Norbert Gälle komponierte.
Durch diverse Fernsehauftritte und Rundfunksendungen ist die Kapelle auch über die Landesgrenzen hinaus bekannt. 2001 nahm die Kapelle an der von der Confédération Internationale des Sociétés Musicales ausgerichteten Europameisterschaft der böhmisch-mährischen Blasmusik teil und wurde mit einem 1. Rang ausgezeichnet.

## Diskographie
- Scherzachtaler Blasmusik (1992)
- Heimliche Sehnsucht (1996)
- Böhmischer Traum (1999)
- Feuer und Flamme (2001)
- Ewige Freundschaft (2003)
- Musik ist unser Leben (2005)
- Das sind Wir (2008)
- Echte Freunde (2009)
- Euch zum Dank (2012)
- Zeit für uns (2014)
- Unsere Liebe – die Musik (2016)
- Böhmische Momente (2019)